# Felienne Hermans
Felienne Hermans (Oudenbosch, 4 februari 1984) is hoogleraar Computer Science Education aan de Vrije universiteit in Amsterdam. Eerder was zij universitair hoofddocent aan de Universiteit Leiden bij het Leiden Institute of Advanced Computer Science, winnares van de Nederlandse Prijs voor ICT-onderzoek (2021). Haar voornaamste onderzoeksinteresse ligt bij de vraag hoe zo veel mogelijk mensen - ongeacht hun achtergrond - kunnen leren programmeren.

## Carrière
Hermans verkreeg haar MSc in Computer Science and Engineering aan de TU Eindhoven. Zij promoveerde in 2013 aan de TU Delft in de Software Engineering. Haar promotieonderwerp was de impact van Excel spreadsheets op de samenleving. In 2013 werd zij universitair docent aan de TU Delft, waar zij leiding gaf aan het Spreadsheet Lab, gefinancierd door de NWO Open Competitie. Ook verbleef zij tijdens haar sabbatical drie maanden aan de Universiteit van Cambridge (Darwin College).
Hermans verkreeg in 2018 zowel een NWO- als een ZonMwbeurs en staat nu aan hoofd van het Programming Education Research Lab (PERL) te Leiden dat in maart 2019 officieel geopend werd. De groep bestaat uit Hermans, een universitair docent, twee post-docs en zes promovendi. Binnen deze groep wordt onderzoek gedaan naar de aansluiting tussen primair en voortgezet onderwijs, programmeren voor kinderen met een visuele beperking en veelvoorkomende misconcepties wanneer kinderen leren programmeren.

## Bedrijf en nevenfuncties
Hermans is de oprichter en voormalig CEO van Infotron, een aan de TU Delft gelieerde startup die gespecialiseerd is in de implementatie van software die onjuistheden in spreadsheets opspoort en corrigeert.
Hermans is actief bij DigiLeerkracht, de leerlijn "computational thinking" van Future.nl, en de geeft een dag per week les op het Lyceum Kralingen in Rotterdam. Hermans is verder scheidsrechter bij de FIRST LEGO League, waar kinderen van LEGO een robot bouwen. Ook was zij bestuurslid bij Devnology Nederland, een overkoepelende organisatie voor softwareontwikkelaars. Daarbij is zij mede-organisator van het jaarlijkse evenement Joy of Coding.

## Openbaar beschikbare (publieks)lezingen en columns
In 2011 gaf Hermans een TED talk in Delft over de vraag: wat had Archimedes te zeggen over spreadsheets? Zij spreekt over haar onderzoek op conferenties zoals StrangeLoop, NDC and GOTO 2015 (over spreadsheets), 2016 (over programmeren in Excel), en 2017 (over het leren van programmeren aan kinderen). Over dit laatste onderwerp gaf ze in 2018 ook haar keynote lezing voor de Lambda Days in Polen en sprak ze, ook in 2018, op MIT. Hermans is ook deel van het team bij de podcast Software Engineering Radio. In 2019 gaf ze een keynote bij RStudio waarin ze over haar meest recente onderzoek spreekt en ook vertelt over het verloop van haar carrière tot nu toe.
Hermans produceerde verschillende MOOCs, onder andere over programmeren in Scratch voor leerkrachten en kinderen, die te vinden zijn op edX. Ook gaf zij een vrij beschikbaar e-boek uit over het maken van eigen games voor kinderen.
Hermans is columnist voor NRC Handelsblad bij het onderwijsblog.

## Prijzen en erkenning
Hermans' online cursus "Data Analysis: Take it to the MAX" werd bekroond met de Wharton-QS gold education award (Regional Award Europe) voor meest innovatieve onderwijsproject in Europa. Ze won in 2017 de prestigieuze SURF Education Award. In 2018 kreeg zij de Open Education Award for Excellence van het Open Education Consortium 'because she has shown exceptional dedication to high quality teaching and learning, and a commitment to the ideals of open education, namely: access, equity and opportunity'. Ook won Hermans in 2018 de Tech Inspirator Award bij de Techionista Awards: 'In Nederland volgen al 10.000 kids haar gratis lessen. Hierdoor levert zij een grote bijdrage aan de ICT-vaardigheden van toekomstige studenten wereldwijd. Bovendien startte ze een project (in samenwerking met IT bedrijf Connectis), waarin alle basisscholen van Rotterdam vier programmeerlessen krijgen aangeboden.'
In 2021 heeft Felienne Hermans de Nederlandse Prijs voor ICT-onderzoek gewonnen voor "haar onderzoek naar het toegankelijk maken van informatica en programmeren voor een breed publiek, alsmede voor haar pionierende rol in het vestigen van een nieuwe richting binnen het Nederlandse ICT onderzoek en onderwijs". De Nederlandse Prijs voor ICT-onderzoek wordt jaarlijks uitgereikt aan een wetenschappelijk onderzoeker, maximaal 15 jaar na hun promotie, die vernieuwend onderzoek heeft verricht of verantwoordelijk is voor een wetenschappelijke doorbraak in de ICT.

## Recente publicaties (2019)
- Aivaloglou, E. & Hermans, F. (2019). Early programming education and career orientation: The effects of gender, self-efficacy, motivation and stereotypes. In: Proceedings of the 50th ACM Technical Symposium on Computer Science Education: ACM. 679-685.[31]
- Aniche, M., Hermans, F. & van Deursen, A. (2019). Pragmatic Software Testing Education. In: Proceedings of the 50th ACM Technical Symposium on Computer Science Education: ACM.
- Swidan, A. & Hermans, F., (2019). The Eﬀect of Reading Code Aloud on Comprehension: An Empirical Study with School Students. In: Proceedings of the ACM Global Computing Education Conference 2019 (CompEd '19).[32]

Op Delft PURE zijn veel eerdere papers en publicaties Open Access beschikbaar.

## Boek
- Felienne Hermans (2021). The Programmer's Brain: What every programmer needs to know about cognition[34]